# ケミカル⇄リアクション
ケミカル⇄リアクション（略称：ケミカリ）は、新潟県新潟市を活動拠点とするダンス＆ボーカルユニット、または女性アイドルグループ。道pro（みちプロ）所属のアーティストで構成されている。

## 概要
ユニット名の意味は「化学反応」。「⇄」は発音せずに「ケミカルリアクション」と呼称する。
新潟市江南区にある「ライブスペース桃源郷」での月数回のライブイベントを中心に、東名阪仙のイベントやライブハウスでもライブパフォーマンスを披露しており、新潟に留まらない活動を行っている。近年は全国各地を飛び回り、年間250本を超えるライブ本数となっている。
ライブスペース桃源郷が2020年に閉店した後は新潟GOLDEN PIGSをホームとして活動している。また、新潟県内では上越EARTHでも精力的にライブを行っている。
ライブ活動以外にも、地元新潟でのラジオMCやCMのモデルといったタレント活動も行っており、知名度向上に繋がっている。粟島浦村で撮影された「こっそり冒険島」のミュージックビデオは、粟島浦村観光PR動画となっている。
ライブでは成沢舞香のボーカルに合わせ、長谷川莉沙と曽我沙也加がダンスパフォーマンスを披露するのが基本的なスタイルである。
披露される楽曲は、アイドル色の強いポップなものから激しいロック調なものまでバラエティに富んでいる。
2015年からケミカリミュージックアワードと題してファン投票を実施し、TOP10曲を披露するライブを行っている。2022年時点で投票可能な楽曲数は86曲となっている。
ケミカル⇄リアクションには3つの形態「赤/黒/ケミカリバンド」が存在し、それぞれ楽曲も演出も異なるライブを行っている。もう1つの形態「白」も存在したが、2019年9月新潟LOTSでのライブを以て活動を終了した。

### ケミカル⇄リアクション（赤）
通称は赤ケミ。様々なバンドのカバー曲やオリジナル曲でライブを構成する。カバー、オリジナルを合わせて楽曲数は60曲を超える。
その名の通り赤を基調とする衣装でライブを行う。この赤ケミ形態でのライブ数が最も多い。

### ケミカル⇄リアクション（黒）
通称は黒ケミ。蟲役者を擁する怪しい個性派バンドMUSHA×KUSHAのカバー曲でライブを構成する。赤ケミとは対照的に「MCなし」「笑顔なし」「黒装束」となっている。

### ケミカリバンド
ギター・ボーカル：成沢舞香、ベース：長谷川莉沙、ドラム：曽我沙也加のスリーピースバンド。まだライブ数は少ないが、FUNKISTとのツーマンライブツアーではバックバンドとして演奏を披露する（アンコールでの1曲）など活動の幅は広がっている。

## 略歴
- 2013年
  - 11月3日 新ユニットの結成および名称の公募が告知される。
  - 12月29日 「2013年道pro感謝祭」で名称が「ケミカル⇄リアクション」に決定した事を発表。成沢舞香、長谷川莉沙、中沢佑香の三名で活動を開始。
- 2014年
  - 2月6日 首都圏での初ライブとなる「アイドルわっしょい！vol.38」に参加。
  - 2月11日 初となるワンマンライブを新潟県長岡市で開催。
  - 4月29日 活動拠点となる「Live＆Cafe BAR 桃源郷」がオープン。
  - 10月26日 ワンマンライブ「キセキを起こせ 〜ハロウィンパーティー〜」にて、動員数100名を超えた。[5]
- 2015年
  - 1月8日 「百花繚蘭☆せりりん生誕祭」で、曽我沙也加が中沢佑香の代わりとしてライブに初参加。
  - 3月29日 曽我沙也加が正式に加入したことが発表される。
  - 4月26日 主催ライブ「ミチノハジマリ」にて内田沙樹の加入を発表。
  - 6月14日 4ヶ月連続の主催ライブの初回「キセキの軌跡 〜起〜」にて、成沢舞香、長谷川莉沙、内田沙樹の三名による黒ケミが初披露。
  - 7月 JRA新潟夏競馬の応援隊に指名された。
  - 10月18日 ワンマンライブ「キセキを起こせ」（新潟LOTS）にて、目標としていた500名を上回る555名を動員[6]した。
- 2016年
  - 2月 初の全国流通CD「擬光」リリースに合わせ、初の全国ツアー「キセキヘの道導〜野に下れ〜」をスタート。初日の新潟GOLDEN PIGS BLACK STAGEでのライブ終了後に、中沢佑香が2016年6月5日をもって卒業する事を発表。[7]
  - 4月 全国ツアー「キセキヘの道導〜野に下れ〜」のファイナルを前に内田沙樹が学業に専念することを理由に脱退を発表。
  - 6月5日 中沢佑香が卒業。
  - 7月3日 内田沙樹が脱退。
  - 8月23日 愛踊祭2016 北信越エリア代表決定戦で優勝。
  - 9月10日 愛踊祭～あいどるまつり～2016決勝大会でベストボーカルパフォーマンス賞を受賞。
  - 10月9日 新潟県民会館では初となるワンマンライブ「キセキの継承」を行った。
  - 11月3日 TSUTAYA O-Crestにて東京初ワンマンライブ「日進月歩～ケミカリ東京初ワンマン～」を行った。
- 2017年
  - 3月26日 HOLIDAY OSAKAにて大阪初ワンマンライブ「ワンマンライブ～天下布武～大阪編」を行った。
  - 6月 CDリリースツアー「DREAM is KANAU〜努力はきっと報われる～」の詳細を発表。7月～10月にかけてライブを開催。
  - 7月31日 愛踊祭エリア代表決定戦で北信越エリア代表に決定。
  - 9月2日 愛踊祭2017決勝大会に出場。
  - 9月7日 YouTubeにてケミカリチャンネルを開設。
  - 10月1日 新潟県民会館大ホールにてワンマンライブ「DREAM is KANAU TOUR FINAL」を行った。
- 2018年
  - 1月6日～12日 両国SUNRISEにて一週間連続ライブ「ケミカリ試練の十番勝負」を行った。
  - 10月 ｢ケミカル⇄リアクションが、みんなを応援してまわる！！頑張れ！顔晴れ！ツアー！！｣の開催を発表。11月～12月にかけて全国18箇所でライブを開催。
  - 10月20日・21日 新潟LOTSにて2Daysワンマンライブ「Live in the present ～今を生きる～」を行った。[8]
- 2019年
  - 3月2日 ケミカリ5周年記念ライブにて5月からの3ヶ月連続CDリリースを発表。
  - 6月 ライブツアー2019「TRAVELING SOUL TOUR 2019」の開催を発表。7月～8月にかけて初仙台ワンマンを含む50人限定ワンマンツアー5箇所と対バンツアー6箇所でのライブを開催。
  - 7月 FUNKIST 20thツアーLIONにオープニングアクトとして参加することを発表。全34公演中20公演に参加。
  - 8月 ケミカル⇄リアクション（白）の終了を発表。一部に解散と勘違いした方がいたため、Twitterがざわつく。
  - 9月15日 新潟LOTSにてワンマンライブ2019「変わらない変化」を行った。【過去の部】、【現在の部】の2部構成でこれまでにリリースした全曲を披露した。
  - 9月17日 「まずの話、聞け！～ケミカリワンマン後夜祭～」で白ケミのラストライブを行った。
- 2020年
  - 1月9日 2月2日をケミカル⇄リアクションの日と制定[9]。あわせて6周年記念ライブの開催を発表。
  - 3月22日 豊中LIP 2ndにて初のYouTube配信ライブを行った。[10]
  - 6月1日 黒ケミライブ配信ツアー｢光闇～モノクローム・春眠不覚暁～｣の開催を発表。
  - 8月17日 9月からの3ヶ月連続CDリリースを発表。[11]
  - 11月1日 「桃源郷最終章～結～」のライブを以て「ライブスペース桃源郷」が閉店。
- 2021年
  - 7月6日 FUNKISTとのスプリットアルバム『FUNKA REACTION（ファンカリアクション）』を8月7日にリリースすることを発表。あわせて、全国15ヶ所でそれぞれがホームとしているライブハウスに相手を招いてのツーマンライブツアー『HOME & AWAY』の開催を発表。[12]
  - 12月12日 新潟LOTSでは2年ぶりになる単独ライブ『「ただいま」⇄「おかえり」inLOTS』を開催。[13]
- 2022年
  - 1月17日 8周年記念ツアーとして2月にアイドル対バンツアー「古往今来」、3月にバンド対バンツアー「壮士凌雲」の開催を発表。
  - 4月21日 黒ケミのCDリリースとリリースツアー開催を発表。[14]
- 2023年
  - 2月26日 9周年記念ツアーファイナルを新潟LOTSで開催。新曲「あと何回」も披露した。
  - 11月26日 10周年を記念して全23公演の全国ツアー、10周年記念アルバム発売を発表。ツアーファイナルは『ケミ10祭』3daysと題し、3月29日 CLUB RIVERST、3月30日・31日 新潟LOTSでのライブを開催する。[15]
- 2024年
  - 2月3日 10周年ツアー初日 GOLDEN PIGS YELLOW の会場で3月からの10ヶ月連続CDリリース、3月からのサブスク解禁を発表。
  - 3月30日 10周年記念ワンマンライブが新潟LOTSで開催され、2019年以来となる桜吹雪の演出が行われた。「もしも明日世界が終わったとしても」では旧メンバーの中沢佑香、内田沙樹もステージに登場し、5人でのパフォーマンスが披露された。
- 2025年
  - 2月～3月 ケミカリイレブンと題し、11周年ツアーを開催。赤ケミ、黒ケミでそれぞれ各地でライブを行った。
  - 3月16日 11周年ツアーファイナルを新潟LOTSで開催。昼は黒ケミ、夜は赤ケミでライブを行った。

## メンバー
| 名前                         | 愛称                  | 四文字熟語 | 生年月日(年齢)         | 加入時期                       | サブユニット                    | 備考                                                                  |
| ---------------------------- | --------------------- | ---------- | ---------------------- | ------------------------------ | ------------------------------- | --------------------------------------------------------------------- |
| 成沢舞香 （なるさわ まいか） | まいかたん まいちゃん | 大胆不敵   | 1994年10月20日（30歳） | 2013年12月29日（初期メンバー） | 赤 / 黒 / バンド 白（活動終了） | ボーカル・ダンス 振付担当 元Y.O.Yメンバー 肩幅44cm、あごの長さ3.5cm   |
| 長谷川莉沙 （はせがわ りさ） | りったん              | 誠心誠意   | 1995年7月30日（29歳）  | 2013年12月29日（初期メンバー） | 赤 / 黒 / バンド 白（活動終了） | コーラス・ダンス 肩幅44cm、あごの長さ3.5cm                            |
| 曽我沙也加 （そが さやか）   | さやちぃ              | 天然素材   | 1992年1月15日（33歳）  | 2015年1月8日                   | 赤 / 黒 / バンド 白（活動終了） | コーラス・ダンス 元Angel Generationメンバー 肩幅44cm、あごの長さ3.5cm |

## ディスコグラフィ

### シングルCD
| # | 発売日        | タイトル           | 収録曲                                                        | 備考                                                        |
| - | ------------- | ------------------ | ------------------------------------------------------------- | ----------------------------------------------------------- |
| 1 | 2016年2月10日 | 擬光               | 1. 擬光 2. シルベ                                             | TAKECOVER カバーCD                                          |
| 2 | 2016年5月18日 | a walk in the life | 1. a walk in the life 2. アタシ、風に吹かれる。 3. まぁいっか | 1. ghostnote カバー曲 2. オリジナル曲 3. ghostnote カバー曲 |

### 通信販売・ライブ会場限定販売CD
| #  | 発売日         | タイトル                                      | 収録曲 | 備考                                                                                 |
| -- | -------------- | --------------------------------------------- | --- | ------------------------------------------------------------------------------------ |
| 1  | 2014年9月20日  | もしも明日世界が終わったとしても              | 1. もしも明日世界が終わったとしても 2. 桜色チェリーハート | 1. Bivattchee カバー曲 2. オリジナル曲                                               |
| 2  | 2014年9月20日  | だから、今                                    | 1. だから、今 2. 恋花火 | 1. ORANGE LINE カバー曲 2. オリジナル曲                                              |
| 3  | 2015年10月18日 | Trust my feeling                              | 1. Trust my feeling 2. いつだって | 1. オリジナル曲 2. ORANGE LINE カバー曲                                              |
| 4  | 2016年2月11日  | 花車                                          | 1. からくり人形言葉なし 2. 花車 3. ほたえなや 4. メインテーマ | MUSHA×KUSHA カバーCD                                                                 |
| 5  | 2016年7月1日   | 世界ノ果テ                                    | 1. 世界ノ果テ 2. まほらば | オリジナルCD                                                                         |
| 6  | 2016年10月9日  | キセキの継承                                  | 1. はんぶんこ 2. 紅茶の恋 3. 太陽の真ん中へ 4. もしも明日世界が終わったとしても 5. キセキを起こせ 6. 桜の花が散る前に 7. 風が吹いてる | Bivattchee カバーCD                                                                  |
| 7  | 2017年2月19日  | リアリズムR                                   | 1. ゆらゆら 2. 深海ソナー 3. 遠い夏 | TAKECOVER カバーCD                                                                   |
| 8  | 2017年2月19日  | リアリズムL                                   | 1. Change the world 2. 無修正 3. 人間強度 | TAKECOVER カバーCD                                                                   |
| 9  | 2017年7月30日  | 星に願いを                                    | 1. 星に願いを 2. GOLD | 鏡トナリ カバーCD                                                                    |
| 10 | 2017年7月30日  | 動揺を童謡で学ぶ唄～うさぎとかめ編～          | 1. 動揺を童謡で学ぶ唄～うさぎとかめ編～ 2. スーパーナチュラルスーサイド | ISSAC カバーCD                                                                       |
| 11 | 2017年9月6日   | Kids Return                                   | 1. Kids Return 2. 俺島太郎～玉手箱編～ | 1. 鏡トナリ カバー曲 2. ISSAC カバー曲                                               |
| 12 | 2017年10月1日  | ファイヤーバード                              | 1. ファイヤーバード 2. 泳ぐ | ISSAC カバーCD                                                                       |
| 13 | 2017年12月7日  | カメレオン                                    | 1. カメレオン 2. さよなラビット | OVER LIMIT カバーCD                                                                  |
| 14 | 2017年12月24日 | ケミカリPOPゴリラ                             | 1. 俺的恋の予感 2. A.D.S.L 3. 見ろよ | 谷川POPゴリラ カバーCD                                                               |
| 15 | 2018年5月4日   | 影武者～上～                                  | 1. カルマ 2. バケクラベ 3. アヤカシ | MUSHA×KUSHA カバーCD                                                                 |
| 16 | 2018年5月4日   | 影武者～下～                                  | 1. せせら笑うカラスの丘 2. 花と電話と私 3. ろくでなし 4. アイナイッテイエソウ？ | MUSHA×KUSHA カバーCD                                                                 |
| 17 | 2018年9月28日  | TAKE                                          | 1. アイディアル 2. Rainbow 3. アンダーマイン 4. モラトリアム | TAKECOVER カバーCD                                                                   |
| 18 | 2018年9月28日  | COVER                                         | 1. フィルム 2. 会いに行くよ 3. かぐや姫 4. 月が綺麗ですね | TAKECOVER カバーCD                                                                   |
| 19 | 2018年11月9日  | ステージ                                      | 1. ステージ 2. 始まってんぞ | 1. オリジナル曲 2. セックスマシーン カバー曲                                         |
| 20 | 2019年3月2日   | 現実到飛                                      | 1. 現実到飛 2. 三日月トリップ 3. V-ROAD | 1. オリジナル曲 2. FUNKIST カバー曲 3. FUNKIST カバー曲                              |
| 21 | 2019年5月5日   | ワンモアタイム                                | 1. ワンモアタイム 2. ヒマワリ | SHACHI カバーCD                                                                      |
| 22 | 2019年6月23日  | こっそり冒険島                                | 1. こっそり冒険島 2. ＃フューチャー 3. こっそり冒険島～島唄ver.～ | ISSAC カバーCD                                                                       |
| 23 | 2019年7月27日  | インフィニティ                                | 1. インフィニティ 2. グッドデイバッドデイどんとこい 3. 夜を越えて | 1. オリジナル曲 2. 鶴 カバー曲 3. 鶴 カバー曲                                        |
| 24 | 2019年7月27日  | スーパーケミカリマン                          | 1. スーパーケミカリマン 2. 泣くなまだ 3. ソウルメイト今夜 | 1. オリジナル曲 2. 鶴 カバー曲 3. 鶴 カバー曲                                        |
| 25 | 2019年12月24日 | 選手生命                                      | 1. イッキューイフユーキャン 2. 選手生命 | ISSAC カバーCD                                                                       |
| 26 | 2020年5月6日   | 春眠不覚暁                                    | 1. オープニングテーマ 2. アイマイミーマンマミーア 3. キンモクセイ 4. 真夜中の太陽 5. 鬼の目に涙 | MUSHA×KUSHA カバーCD                                                                 |
| 27 | 2020年9月12日  | ズズズズッキュン ヒナワジュウ エモポップス!!! | 1. ランナーズハイ 2. こっそり冒険島 3. スーパーナチュラルスーサイド 4. 俺島太郎～玉手箱編～ 5. イッキューイフユーキャン 6. 動揺を童謡で学ぶ唄～うさぎとかめ編～ 7. ＃フューチャー 8. 泳ぐ 9. ファイヤーバード 10. 選手生命 11. ネーム 12. 音楽が終わった夜に | ISSAC カバーCD                                                                       |
| 28 | 2020年10月18日 | FRANKEN MUSIC                                 | 1. FRANKEN MUSIC 2. CINDERELLA | RED in BLUE カバーCD                                                                 |
| 29 | 2020年11月21日 | 手紙～僕らの未来～                            | 1. 手紙～僕らの未来～ 2. Brand New Days 3. エンドレスサマー | 1. オリジナル曲 2. FUNKISTカバー曲 3. FUNKISTカバー曲                                |
| 30 | 2021年8月7日   | FUNKA REACTION                                | 1. 現実到飛 2. V-ROAD 3. 三日月トリップ 4. エンドレスサマー 5. Brand New Days 6. Sleep Talking feat.ケミカル⇄リアクション 7. 現実到飛 8. V-ROAD 9. 三日月トリップ 10. エンドレスサマー 11. Brand New Days 12. 手紙～僕らの未来～.feat.FUNKIST                | 前半がFUNKIST ver. 後半がケミカル⇄リアクション ver. のスプリットアルバムとなっている |
| 31 | 2021年12月12日 | 日出づる                                      | 1. 日出づる 2. Sleep Talking | FUNKIST カバーCD                                                                     |
| 32 | 2022年3月4日   | フルスピード                                  | 1. 道しるべ 2. 孤高の花 3. 祈りウタ 4. フルスピード | 1. SHACHI カバー曲 2. SHACHI カバー曲 3. SHACHI カバー曲 4. オリジナル曲             |
| 33 | 2022年5月22日  | 夢幻泡影                                      | 1. まぼろしの世界 2. もううんざりだ 3. もののけと遊びながら溶けても解けない月を見た 4. バサラ | MUSHA×KUSHA カバーCD                                                                 |
| 34 | 2022年11月26日 | ヒーロー                                      | 1. ヒーロー 2. Doppelgänger | SILUE カバーCD                                                                       |
| 35 | 2023年2月26日  | あと何回                                      | 1. あと何回 2. スタートライン | HORIZIC カバーCD                                                                     |
| 36 | 2023年6月18日  | KAN&PAI -THE WOMAN-                           | 1. KAN&PAI -THE WOMAN- 2. 単純にイエイ 3. 圧倒的なベイベー | フラチナリズム カバーCD                                                              |
| 37 | 2024年2月3日   | Re⇄play                                       | 1. OOIWA 2. もしも明日世界が終わったとしても 3. Trust my feeling 4. 擬光 5. 見ろよ 6. Kids Return 7. a walk in the life 8. 手紙～僕らの未来～ 9. カメレオン 10. キセキを起こせ                                                                               | 10周年記念再録アルバム                                                               |
| 38 | 2024年3月30日  | アイドル行進曲                                | 1. アイドル行進曲 | 10ヶ月連続CDリリース第1弾 フラチナリズム「ひな壇芸人行進曲」カバー                   |
| 39 | 2024年4月28日  | 愛でもくらえ                                  | 1. 愛でもくらえ | 10ヶ月連続CDリリース第2弾 二人目のジャイアンカバー                                   |
| 40 | 2024年5月31日  | はじまりのハッピーエンド                      | 1. はじまりのハッピーエンド | 10ヶ月連続CDリリース第3弾 IRabBitsカバー                                             |
| 41 | 2024年6月29日  | サルでもわかるラブソング                      | 1. サルでもわかるラブソング | 10ヶ月連続CDリリース第4弾 セックスマシーンカバー                                     |
| 42 | 2024年7月28日  | PHOENIX                                       | 1. PHOENIX | 10ヶ月連続CDリリース第5弾 LOOSELYカバー                                              |
| 43 | 2024年8月30日  | 蝉                                            | 1. 蝉 | 10ヶ月連続CDリリース第6弾 OVER LIMITカバー                                           |
| 44 | 2024年9月27日  | 歩く this way                                 | 1. 歩く this way | 10ヶ月連続CDリリース第7弾 鶴カバー                                                   |
| 45 | 2024年10月20日 | 蜘蛛と蝶々                                    | 1. 蜘蛛と蝶々 | 10ヶ月連続CDリリース第8弾 odd fiveカバー                                             |
| 46 | 2024年11月16日 | がんばって                                    | 1. がんばって | 10ヶ月連続CDリリース第9弾 FOOT STAMPカバー                                           |
| 47 | 2024年12月14日 | BORDERLESS                                    | 1. BORDERLESS | 10ヶ月連続CDリリース第10弾 FUNKISTカバー                                             |

### コンピレーション・アルバム
- EXA IDOL COMPLEX〜Super duper!（2016年10月15日発売）＊相川七瀬の満月にSHOUT!をカバー
- Sakura Girls -Spring Songs Best-（2017年3月29日発売）＊松田聖子のチェリーブラッサムをカバー

## 出演
ワンマンライブや主要ライブを記載

### ライブ
- 2013年
  - 12月29日 道pro感謝祭 （新潟LOTS）
- 2014年
  - 2月11日 キセキを起こせ （長岡レゾンデートル）
  - 4月13日 キセキを起こせ （GOLDEN PIGS(YELLOW）
  - 7月21日 キセキを起こせ～今、ここから～ （Live＆Cafe BAR 桃源郷）
  - 9月5日 アイドル図鑑presents　【百花繚蘭・ケミカル⇄リアクションゆったり2マン】 （アキバエンタメステージ）
  - 11月9日 キセキの軌跡～ケミカル⇄リアクション×百花繚蘭×CANDY GO!GO!～ （Live＆Cafe BAR 桃源郷）
  - 12月14日 道pro感謝祭2014 （新潟LOTS）
- 2015年
  - 1月24日 100のつばさと、リアクション～東名新ツアー～（大須ell.SIZE）
  - 2月17日 【キセキの軌跡】～堤晋一×ケミカル⇄リアクション～（両国SUNRIZE）
  - 4月5日 ミチノハジマリ（両国SUNRIZE）
  - 6月14日 キセキの軌跡～起～（新潟LOTS）
  - 7月18日 キセキの軌跡～承～（新潟LOTS）
  - 8月23日 キセキの軌跡～転～（新潟LOTS）
  - 9月21日 キセキの軌跡～結～（新潟LOTS）
  - 10月18日 キセキを起こせ（新潟LOTS）
  - 12月31日 COUNT DOWN GOLDEN PIGS 2015-2016（新潟GOLDEN PIGS BLACK STAGE）
- 2016年
  - 2月11日 キセキヘの道導～野に下れ～（新潟GOLDEN PIGS BLACK STAGE）
  - 4月23日 キセキヘの道導～野に下れ～（新潟LOTS）
  - 9月17日 GOLDEN PIGS 6th ANNIVERSARY道pro Presents 散歩 ～新潟編～（新潟GOLDEN PIGS RED STAGE）
  - 10月9日 キセキの継承（新潟県民会館）
  - 11月3日 日進月歩～ケミカリ東京初ワンマン～（TSUTAYA O-Crest）
  - 12月25日 道pro感謝祭（新潟LOTS）
- 2017年
  - 2月24日 ワンマンライブ～天下布武～（TSUTAYA O-Crest）
  - 3月26日 ワンマンライブ～天下布武～大阪編（ホリデー大阪）
  - 8月11日 DREAM is KANAU～努力はきっと報われる～（岡山CRAZYMAMA KINGDOM）
  - 10月1日 DREAM is KANAU～努力はきっと報われる～（新潟県民会館）
  - 12月19日 音道～限界突破～90分ノンストップライブ！（長堀橋WAXX）
  - 12月24日 道pro感謝祭 （新潟LOTS）
  - 12月31日 今年最後のライブ～限界突破～（ライブスペース桃源郷）
- 2018年
  - 1月6日～12日 ケミカリ試練の十番勝負（両国SUNRIZE）
  - 2月17日 ケミカリ4周年記念ライブ（新潟LOTS）
  - 3月18日 ケミカリ、いきなり！ワンマン in なごや（鶴舞DAYTRIP）
  - 3月25日 ケミカリ、いきなり！ワンマン in おおさか（長堀橋WAXX）
  - 10月20日・21日 Live in the present ～今を生きる～（新潟LOTS）
  - 12月16日 頑張れ！顔晴れ！ツアー！！ファイナル＆道pro感謝祭（新潟LOTS）
  - 12月31日 COUNT DOWN GOLDEN PIGS（新潟GOLDEN PIGS  BLACK STAGE）
- 2019年
  - 3月2日 ケミカリ5周年記念ライブ（新潟LOTS）
  - 7月7日 TRAVELLING SOUL TOUR 2019～50人限定ワンマン・新潟編～（ライブスペース桃源郷）
  - 7月12日 TRAVELLING SOUL TOUR 2019～50人限定ワンマン・宮城編～（仙台spaceZero）
  - 7月13日 TRAVELLING SOUL TOUR 2019～50人限定ワンマン・東京編～（両国SUNRIZE）
  - 7月19日 TRAVELLING SOUL TOUR 2019～50人限定ワンマン・愛知編～（豊橋club KNOT）
  - 7月20日 TRAVELLING SOUL TOUR 2019～50人限定ワンマン・大阪編～（西九条BRAND NEW）
  - 9月14日 まずの話、聞けっ！！～ケミカリワンマン前夜祭～（新潟GOLDEN PIGS BLACK STAGE/RED STAGE）
  - 9月15日 ワンマンライブ2019「変わらない変化」（新潟LOTS）
  - 9月16日 まずの話、聞け！！～ケミカリワンマン後夜祭～（新潟LOTS）
  - 10月20日 けみほわ新潟ラスト公演（ライブスペース桃源郷）
  - 12月29日 2019年道pro新潟ラストライブ（新潟LOTS）
- 2020年
  - 2月2日 ケミカリ6周年記念ライブ（新潟GOLDEN PIGS BLACK STAGE）
  - 3月11日 a walk in the life～石巻編～（石巻BLUE RESISTANCE）
  - 3月22日 ｢光闇～モノクローム・黒降臨～｣・｢TRAVELING SOUL～豊中編～｣の2部構成（豊中LIP 2nd）※配信
  - 6月13日 ｢光闇～モノクローム・春眠不覚暁～｣豊橋編（豊橋clubKNOT）※配信
  - 6月20日 ｢光闇～モノクローム・春眠不覚暁～｣豊中編（豊中LIP 2nd）※配信
  - 6月27日 ｢光闇～モノクローム・春眠不覚暁～｣両国編（︎両国SUNRIZE）※配信
  - 7月11日 TRAVELING SOUL～SAIKAI・仙台編～（︎仙台spaceZero）
  - 7月12日 TRAVELING SOUL～SAIKAI・新潟編～（新潟GOLDEN PIGS RED STAGE）
  - 7月23日 TRAVELING SOUL～SAIKAI・豊橋編～（豊橋clubKNOT）
  - 10月4日 桃源郷最終章～起～（ライブスペース桃源郷）
  - 10月11日 桃源郷最終章～承～（ライブスペース桃源郷）
  - 10月30日 桃源郷最終章～転～（ライブスペース桃源郷）
  - 11月1日 桃源郷最終章～結～（ライブスペース桃源郷）
  - 12月29日 ケミカリ2020ライブ納め！～上越・前編/後編～（上越EARTH）
- 2021年
  - 2月12日 ケミカリ7周年記念ライブ～新潟編～（新潟GOLDEN PIGS BLACK STAGE）
  - 2月13日 ケミカリ7周年記念ライブ～上越編～（上越EARTH）
  - 2月19日 ケミカリ7周年記念ライブ～仙台編～（︎仙台spaceZero）
  - 2月24日 ケミカリ7周年記念ライブ～両国編～（︎両国SUNRIZE）
  - 2月26日 ケミカリ7周年記念ライブ～堺東編～（堺東Goith）
  - 2月28日 ケミカリ7周年記念ライブ～豊橋編～（豊橋clubKNOT）
  - 11月23日 FUNKIST×ケミカル⇄リアクション「HOME & AWAY」FUNKIST HOMEファイナル（長崎DRUM Be-7）
  - 12月11日 FUNKIST×ケミカル⇄リアクション「HOME & AWAY」ケミカリHOMEファイナル（新潟GOLDEN PIGS RED STAGE）
  - 12月12日 ケミカル⇄リアクション ワンマンライブ「ただいま」⇄「おかえり」inLOTS（新潟LOTS）
- 2022年
  - 2月27日 ケミカリ八周年記念ライブ～古往今来・新潟編～（新潟GOLDEN PIGS RED STAGE）
  - 3月27日 ケミカリ八周年フルスピードツアー～壮士凌雲・新潟編～（新潟GOLDEN PIGS RED STAGE）
  - 6月26日 光闇「モノクローム｣～黒ケミ×Uranリリースツアー・完結編～（新潟LOTS）
  - 9月23日 「変わらない変化～DAY1～」（CLUB RIVERST）
  - 9月24日 「変わらない変化～DAY2～」（GOLDEN PIGS RED / BLACK）
  - 9月25日 「変わらない変化～DAY3～」（新潟LOTS）
  - 11月26日 ケミカル⇄リアクション ワンマンライブ2022「ヒーロー」（新潟LOTS）
- 2023年
  - 2月26日 ケミカリ9周年記念&リリースツアー～LOTS編～（新潟LOTS）
  - 6月18日 「新潟LOTSでKAN&PAI」（新潟LOTS）
  - 11月26日 ケミカリのごっつい秋みぃ～つけた！（新潟LOTS）
  - 12月24日 ケミクリミュージックアワード～新潟編～ / 2023道pro感謝祭（GOLDEN PIGS BLACK）
- 2024年
  - 3月29日 ケミ10祭～DAY1～（CLUB RIVERST）
  - 3月30日 ケミ10祭～DAY2～①（新潟LOTS）
  - 3月30日 ケミ10祭～DAY2～② ケミカリ10周年ワンマンライブ-来年は11周年!?-（新潟LOTS）
  - 3月29日 ケミ10祭～DAY3～（新潟LOTS）
  - 6月14日 光闇（モノクローム）～黒ケミ九周年～（︎両国SUNRIZE）
  - 12月14日 ケミ10祭Special -DAY1-（新潟LOTS）
  - 12月15日 ケミ10祭Special -DAY2-（新潟LOTS）
- 2025年
  - 3月19日 ケミカリイレブン・ザ・ブラック～ファイナル～（新潟LOTS）
  - 3月19日 ケミカリイレブン・ザ・レッド～ファイナル～（新潟LOTS）

### イベント
- 2014年
  - 4月12日・13日 万代春フェスタ2014 （万代シテイ）
  - 8月24日 黒埼まつり （新潟ふるさと村）
  - 11月23日・24日 音楽祭 at 日比谷野音2DAYS （日比谷公園小音楽堂）
  - 12月23日 クリスマスチャリティイベント～スマイル～（朱鷺メッセ）
- 2015年
  - 3月22日 SweetlyFesta＠ 仙台 （仙台spaseZero）
  - 5月5日 CoCoLoスペシャルフェスタ （新潟駅南口広場）
  - 9月23日 Northern Music Circuit 2015 （南浜船だまり）
- 2016年
  - 5月4日・5日 万代アースフェスタ2016（万代シテイ歩行者天国/万代シテイパーク）
  - 8月23日 愛踊祭2016 北信越エリア代表決定戦（イオンモール新潟南）
  - 9月10日 愛踊祭～あいどるまつり～2016決勝大会（TOKYO DOME CITY HALL）
  - 10月1日 新潟産業大学 紅葉祭（体育館特設ステージ）
- 2017年
  - 2月25日 胎内スキーカーニバル2017（国設胎内スキー場）
  - 5月4日・5日 万代アースフェスタ2017（万代シテイ歩行者天国/万代シテイパーク）
  - 7月31日 愛踊祭エリア代表決定戦（イオンモール新潟南）
  - 9月2日 愛踊祭2017決勝大会（TOKYO DOME CITY HALL）
  - 12月24日 長岡 音むすびフェス2017（アオーレ長岡）
  - 12月31日 道pro年越しオフ会（コミュニティスペース桃源郷）
- 2018年
  - 2月11日 ISAAC presents ザックフェス2018（豊橋club KNOT/grand space Quark）
  - 4月15日 弥彦さくらまつり（弥彦村ヤホール）
  - 5月4日・5日 万代アースフェスタ2018（万代シテイ歩行者天国/万代シテイパーク）
  - 5月27日 かしわざき風の陣（みなとまち海浜公園）
  - 8月15日 刈羽村ふるさとまつり 刈フェス（ラピカ 野外ステージ）
  - 9月22日～24日 LIVE PRO FESTIVAL2018（Zepp Sapporo/Sound Lab mole/Space Art Studio/DUCE）
  - 9月30日 ノーザンミュージックフェスティバル2018～オトヒビキ～（北区文化会館特別会場）
  - 10月27日 踊り狂え！平成最後の敬和祭（敬和学園大学）
  - 11月3日 五泉市農業祭（五泉市村松支所前駐車場特設ステージ）
  - 11月23日 爆音大運動会2018（渋谷CYCLONE/GARRNET）
- 2019年
  - 2月10日 ISAAC presents ザックフェス2019（豊橋club KNOT/grand space Quark）
  - 5月3日 粟島浦村 島開き記念イベント～粟島ミュージックフェス～（粟島浦村港特設ステージ）
  - 5月4日・5日 万代アースフェスタ2019（万代シテイ歩行者天国/万代シテイパーク）
  - 5月26日 かしわざき風の陣（みなとまち海浜公園）
  - 8月14日 越後加茂川夏祭り（加茂市  加茂川河川敷）
  - 8月18日 真夏のミュージック・フェス（柏崎エネルギーホール）
  - 9月29日 ちょこロックフェス 2019 in 大阪（心斎橋DROP）
  - 11月2日 ANARCHY STONE PRESENTS 爆音大運動会2019（渋谷CYCLONE/GARRNET）
  - 12月1日 長岡 音むすびフェス2019（アオーレ長岡）
- 2020年
  - 2月11日 ちょこロックフェス！（新宿MARZ）
  - 11月3日 蕎麦とロック2020（福島駅前通り）
  - 11月23日 ノーザンミュージックフェスティバル2020（水の駅ビュー福島潟）
- 2021年
  - 5月9日 飯坂音楽蔵「オングラ」（飯坂町旧堀切邸下蔵野外ステージ）
  - 11月3日 蕎麦とロック2021（福島駅前通り）
  - 11月28日 長岡 音むすびフェス!!2021（アオーレ長岡）※成沢舞香ソロ
  - 12月19日 かしわざき風の陣2021（柏崎市民プラザ海のホール）
- 2022年
  - 4月9日 おと酔いウォーク2022（飯坂温泉街 全6会場）
  - 5月29日 かしわざき風の陣（みなとまち海浜公園）
  - 10月1日・2日 りんくうタウンフェスタ2022（りんくうYAON）
  - 11月3日 蕎麦とロック2022（吾妻通り さんかく広場）
  - 11月27日 長岡 音むすびフェス!!2022（アオーレ長岡）
- 2023年
  - 5月27日 かしわざき風の陣（みなとまち海浜公園）
  - 10月8日 第31回つがわ狐の嫁入り行列（新潟県東蒲原郡阿賀町津川）
  - 10月21日 ええじゃないか！とよフェス2023（豊橋球場野外特設ステージ）
  - 11月26日 長岡 音むすびフェス!!2023（アオーレ長岡）
- 2024年
  - 7月15日 万代シテイ屋台村～ビアガーデン～LIVE STAGE（万代シテイパーク特設会場）
  - 8月4日 2024松江水郷祭（松江市総合体育館/白潟公園内・特設ステージ）
  - 9月28日 福島ストリートミュージックフェスティバル2024（福島駅東口駅前広場）
  - 12月1日 長岡 音むすびフェス!!2024（アオーレ長岡）
- 2025年
  - 6月7日 第33回つがわ狐の嫁入り行列（新潟県東蒲原郡阿賀町津川）

## ケミカリミュージックアワード結果
2020年、2021年は15位まで 2023年は20位まで結果を発表
| 順位   | 楽曲名                               | 音源発売年 | 備考                      |
| 2015年 | 2015年                               | 2015年     | 2015年                    |
| ------ | ------------------------------------ | ---------- | ------------------------- |
| 1位    | もしも明日世界が終わったとしても     | 2014年     | Bivattchee カバー         |
| 2位    | Trust my feeling                     | 2015年     | オリジナル曲              |
| 3位    | 現状ディストラクション               | －         | SPYAIR カバー             |
| 4位    | 桜色チェリーハート                   | 2014年     | オリジナル曲              |
| 5位    | 恋花火                               | 2014年     | オリジナル曲              |
| 6位    | ほたえなや                           | 2016年     | MUSHA×KUSHA カバー        |
| 7位    | メギツネ                             | －         | BABYMETAL カバー          |
| 8位    | はんぶんこ                           | 2016年     | ghostnote カバー          |
| 9位    | SEXY BOY～そよ風によりそって～       | －         | モーニング娘。 カバー     |
| 10位   | a walk in the life                   | 2016年     | ghostnote カバー          |
| 2016年 |                                      |            |                           |
| 1位    | a walk in the life                   | 2016年     | ghostnote カバー          |
| 2位    | Kids Return                          | 2017年     | 鏡トナリ カバー           |
| 3位    | 無修正                               | 2017年     | TAKECOVER カバー          |
| 4位    | もしも明日世界が終わったとしても     | 2014年     | Bivattchee カバー         |
| 5位    | 恋花火                               | 2014年     | オリジナル曲              |
| 6位    | 世界ノ果テ                           | 2016年     | オリジナル曲              |
| 7位    | シルベ                               | 2016年     | TAKECOVER カバー          |
| 8位    | メインテーマ                         | 2016年     | MUSHA×KUSHA カバー        |
| 9位    | はんぶんこ                           | 2016年     | ghostnote カバー          |
| 10位   | キセキを起こせ                       | 2016年     | Bivattchee カバー         |
| 2017年 |                                      |            |                           |
| 1位    | Kids Return                          | 2017年     | 鏡トナリ カバー           |
| 2位    | a walk in the life                   | 2016年     | ghostnote カバー          |
| 3位    | 世界ノ果テ                           | 2016年     | オリジナル曲              |
| 4位    | 無修正                               | 2017年     | TAKECOVER カバー          |
| 4位    | 遠い夏                               | 2017年     | TAKECOVER カバー          |
| 5位    | メインテーマ                         | 2016年     | MUSHA×KUSHA カバー        |
| 6位    | 風が吹いてる                         | 2016年     | Bivattchee カバー         |
| 7位    | 動揺を童謡で学ぶ唄～うさぎとかめ編～ | 2017年     | ISSAC カバー              |
| 8位    | シルベ                               | 2016年     | TAKECOVER カバー          |
| 9位    | Trust my feeling                     | 2015年     | オリジナル曲              |
| 10位   | GOLD                                 | 2017年     | 鏡トナリ カバー           |
| 2018年 |                                      |            |                           |
| 1位    | カメレオン                           | 2017年     | OVER LIMIT カバー         |
| 2位    | Kids Return                          | 2017年     | 鏡トナリ カバー           |
| 3位    | 俺島太郎～玉手箱編～                 | 2017年     | ISSAC カバー              |
| 4位    | 擬光                                 | 2016年     | TAKECOVER カバー          |
| 4位    | Trust my feeling                     | 2015年     | オリジナル曲              |
| 5位    | はんぶんこ                           | 2016年     | ghostnote カバー          |
| 6位    | 無修正                               | 2017年     | TAKECOVER カバー          |
| 7位    | もしも明日世界が終わったとしても     | 2014年     | Bivattchee カバー         |
| 8位    | 動揺を童謡で学ぶ唄～うさぎとかめ編～ | 2017年     | ISSAC カバー              |
| 9位    | a walk in the life                   | 2016年     | ghostnote カバー          |
| 10位   | こっそり冒険島                       | 2019年     | ISSAC カバー              |
| 2019年 |                                      |            |                           |
| 1位    | V-ROAD                               | 2019年     | FUNKIST カバー            |
| 2位    | カメレオン                           | 2017年     | OVER LIMIT カバー         |
| 3位    | 三日月トリップ                       | 2019年     | FUNKIST カバー            |
| 4位    | 現実到飛                             | 2019年     | オリジナル曲              |
| 5位    | インフィニティ                       | 2019年     | オリジナル曲              |
| 6位    | ワンモアタイム                       | 2019年     | SHACHI カバー             |
| 7位    | a walk in the life                   | 2016年     | ghostnote カバー          |
| 8位    | 擬光                                 | 2016年     | TAKECOVER カバー          |
| 9位    | Kids Return                          | 2017年     | 鏡トナリ カバー           |
| 10位   | Trust my feeling                     | 2015年     | オリジナル曲              |
| 10位   | ヒマワリ                             | 2019年     | SHACHI カバー             |
| 2020年 |                                      |            |                           |
| 1位    | 三日月トリップ                       | 2019年     | FUNKIST カバー            |
| 2位    | V-ROAD                               | 2019年     | FUNKIST カバー            |
| 3位    | カメレオン                           | 2017年     | OVER LIMIT カバー         |
| 4位    | 手紙～僕らの未来～                   | 2020年     | オリジナル曲              |
| 5位    | インフィニティ                       | 2019年     | オリジナル曲              |
| 6位    | 現実到飛                             | 2019年     | オリジナル曲              |
| 7位    | 選手生命                             | 2019年     | ISSAC カバー              |
| 8位    | もしも明日世界が終わったとしても     | 2014年     | Bivattchee カバー         |
| 9位    | Kids Return                          | 2017年     | 鏡トナリ カバー           |
| 10位   | FRANKEN MUSIC                        | 2020年     | RED in BLUE カバー        |
| 11位   | a walk in the life                   | 2016年     | ghostnote カバー          |
| 12位   | ランナーズハイ                       | 2020年     | ISSAC カバー              |
| 13位   | Trust my feeling                     | 2015年     | オリジナル曲              |
| 14位   | ヒマワリ                             | 2019年     | SHACHI カバー             |
| 15位   | はんぶんこ                           | 2016年     | Bivattchee カバー         |
| 15位   | ファイヤーバード                     | 2017年     | ISSAC カバー              |
| 15位   | ワンモアタイム                       | 2019年     | SHACHI カバー             |
| 15位   | ネーム                               | 2020年     | ISSAC カバー              |
| 2021年 |                                      |            |                           |
| 1位    | V-ROAD                               | 2019年     | FUNKIST カバー            |
| 2位    | カメレオン                           | 2017年     | OVER LIMIT カバー         |
| 3位    | 現実到飛                             | 2019年     | オリジナル曲              |
| 4位    | インフィニティ                       | 2019年     | オリジナル曲              |
| 5位    | 三日月トリップ                       | 2019年     | FUNKIST カバー            |
| 6位    | 選手生命                             | 2019年     | ISSAC カバー              |
| 7位    | もしも明日世界が終わったとしても     | 2014年     | Bivattchee カバー         |
| 8位    | FRANKEN MUSIC                        | 2020年     | RED in BLUE カバー        |
| 9位    | 手紙～僕らの未来～                   | 2020年     | オリジナル曲              |
| 10位   | Kids Return                          | 2017年     | 鏡トナリ カバー           |
| 11位   | ヒマワリ                             | 2019年     | SHACHI カバー             |
| 12位   | シルベ                               | 2016年     | TAKECOVER カバー          |
| 13位   | ランナーズハイ                       | 2020年     | ISSAC カバー              |
| 14位   | Brand New Days                       | 2020年     | FUNKIST カバー            |
| 15位   | ファイヤーバード                     | 2017年     | ISSAC カバー              |
| 2022年 |                                      |            |                           |
| 1位    | V-ROAD                               | 2019年     | FUNKIST カバー            |
| 2位    | カメレオン                           | 2017年     | OVER LIMIT カバー         |
| 3位    | インフィニティ                       | 2019年     | オリジナル曲              |
| 4位    | 三日月トリップ                       | 2019年     | FUNKIST カバー            |
| 5位    | 現実到飛                             | 2019年     | オリジナル曲              |
| 6位    | 選手生命                             | 2019年     | ISSAC カバー              |
| 7位    | Kids Return                          | 2017年     | 鏡トナリ カバー           |
| 8位    | FRANKEN MUSIC                        | 2020年     | RED in BLUE カバー        |
| 8位    | ランナーズハイ                       | 2020年     | ISSAC カバー              |
| 9位    | Brand New Days                       | 2020年     | FUNKIST カバー            |
| 9位    | フルスピード                         | 2022年     | オリジナル曲              |
| 10位   | ヒーロー                             | 2022年     | SILUE カバー              |
| 2023年 |                                      |            |                           |
| 1位    | KAN&PAI -THE WOMAN-                  | 2023年     | フラチナリズム カバー     |
| 2位    | カメレオン                           | 2017年     | OVER LIMIT カバー         |
| 3位    | V-ROAD                               | 2019年     | FUNKIST カバー            |
| 4位    | 現実到飛                             | 2019年     | オリジナル曲              |
| 5位    | あと何回                             | 2023年     | HORIZIC カバー            |
| 6位    | インフィニティ                       | 2019年     | オリジナル曲              |
| 7位    | 三日月トリップ                       | 2019年     | FUNKIST カバー            |
| 8位    | Trust my feeling                     | 2015年     | オリジナル曲              |
| 9位    | もしも明日世界が終わったとしても     | 2014年     | Bivattchee カバー         |
| 10位   | スタートライン                       | 2023年     | HORIZIC カバー            |
| 10位   | Kids Return                          | 2017年     | 鏡トナリ カバー           |
| 11位   | ヒーロー                             | 2022年     | SILUE カバー              |
| 12位   | a walk in the life                   | 2016年     | ghostnote カバー          |
| 13位   | ヒマワリ                             | 2019年     | SHACHI カバー             |
| 14位   | 圧倒的なベイベー                     | 2023年     | フラチナリズム カバー     |
| 15位   | 選手生命                             | 2019年     | ISSAC カバー              |
| 16位   | はんぶんこ                           | 2016年     | ghostnote カバー          |
| 17位   | 手紙～僕らの未来～                   | 2020年     | オリジナル曲              |
| 18位   | 始まってんぞ                         | 2018年     | セックスマシーン カバー   |
| 19位   | Brand New Days                       | 2020年     | FUNKIST カバー            |
| 20位   | メインテーマ                         | 2016年     | MUSHA×KUSHA カバー        |
| 20位   | FRANKEN MUSIC                        | 2020年     | RED in BLUE カバー        |
| 20位   | 単純にイエイ                         | 2023年     | フラチナリズム カバー     |
| 2024年 |                                      |            |                           |
| 1位    | V-ROAD                               | 2019年     | FUNKIST カバー            |
| 2位    | はじまりのハッピーエンド             | 2024年     | IRabBits カバー           |
| 3位    | KAN&PAI -THE WOMAN-                  | 2023年     | フラチナリズム カバー     |
| 4位    | カメレオン                           | 2017年     | OVER LIMIT カバー         |
| 5位    | PHOENIX                              | 2024年     | LOOSELY カバー            |
| 6位    | 現実到飛                             | 2019年     | オリジナル曲              |
| 7位    | 愛でもくらえ                         | 2024年     | 二人目のジャイアン カバー |
| 8位    | サルでもわかるラブソング             | 2024年     | セックスマシーン カバー   |
| 9位    | あと何回                             | 2023年     | HORIZIC カバー            |
| 10位   | 歩く this way                        | 2024年     | 鶴 カバー                 |

## メディア

### TV
- 全日本！東西なまりうた合戦 （テレビ朝日 2013年12月1日 15:35-17:25 成沢舞香）
- 見つけタネ （BSN新潟放送 2015年10月23日 18:48- 長谷川莉沙/曽我沙也加）
- 見つけタネ （BSN新潟放送 2015年12月18日 18:48- 中沢佑香）
- 見つけタネ （BSN新潟放送 2016年2月12日 18:47- 中沢佑香/内田沙樹）
- musicるTV （テレビ朝日 2016年9月19日 25:25-）
- musicるTV （テレビ朝日 2016年10月10日 25:30-）
- musicるTV （テレビ朝日 2016年12月12日 25:25-）
- 夕方ワイド新潟一番 （テレビ新潟 2020年5月19日 18:15-）「ライブハウスの現状」のコーナー

### ウェブテレビ
- 千原ジュニアのキング・オブ・ディベート（2017年9月10日、AbemaTV）新潟県代表

### ラジオ
- 少女C （エフエムラジオ新潟 -2020年4月28日 毎週火曜日20:00-20:25 成沢舞香/長谷川莉沙/曽我沙也加）
- FM HEADLINE PLUS+ （エフエムラジオ新潟 2021年4月2日- 毎週金曜日9:00-10:50 曽我沙也加）

### TV-CM
- CoCoLo新潟/CoCoLo長岡「summer fair」 （2015年5月23日-6月21日）

## その他
- ファンは「ケミカリスト」と呼ばれており、トレードマークの赤いTシャツを着用してライブに参加する。